# Hefsteiger

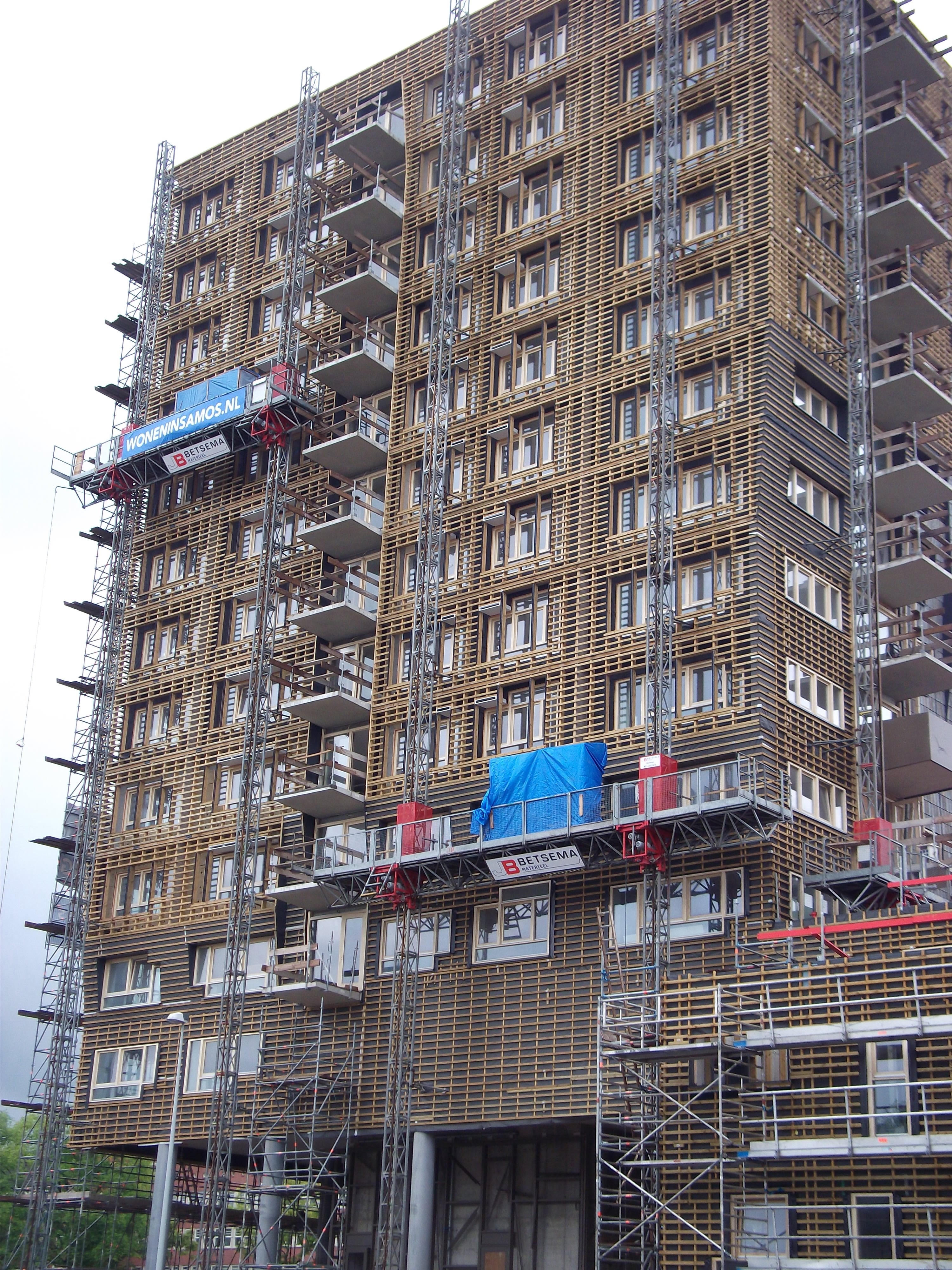
Hefsteigers in gebruik in Amsterdam-Oost.

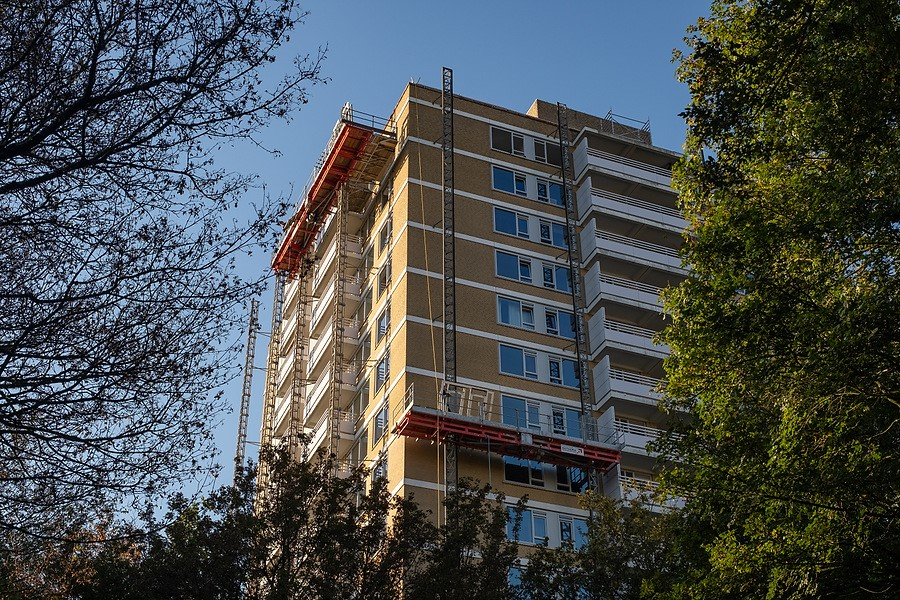
Hefsteigers geplaatst bij woontoren.

De hefsteiger is een in de bouw- en industriesector veelgebruikt steigertype, veelal ingezet in aanvulling op of ter vervanging van traditionele soorten (bouw)steigers. Net als andere steigers maakt de hefsteiger het mogelijk om bouw- of onderhoudswerkzaamheden uit te voeren op vanaf de grond niet bereikbare plaatsen, maar onderscheidt zich van andere steigertypen doordat het werkplatform mechanisch in hoogte verstelbaar is, als een soort lift. 
Een hefsteiger is in de kern een verticale structuur, die bestaat uit gestapelde masten met een mobiele of stationaire basis waaraan een platform is gekoppeld. Het platform, dat vaak bestaat uit modulaire (uitbreidings-)elementen, beweegt langs de structuur omhoog en omlaag middels een aandrijvingsmechanisme, vaak voorzien van elektromotor met reductiekast en soms voorzien van dieselmotor.
Hefsteigers zijn breed inzetbaar en worden onder meer toegepast voor nieuwbouw-, renovatie-, montage-, onderhouds-, reparatie- en installatiewerkzaamheden aan hoge gevels, bouwwerken en bruggen, in met name de bouw, scheepsindustrie en chemische industrie.

## Geschiedenis
Hefsteigers verschenen vanaf 1978 op de Nederlandse markt. In 2002 waren alle hefsteigers in heel Nederland samen 15.000 weken in gebruik, waarvan 9.000 weken voortkwamen uit (ver)huur.
In de Verenigde Staten werden hefsteigers in de jaren tachtig geïntroduceerd. Daar nam de populariteit vanaf de jaren negentig sterk toe, mede door positieve ontwikkelingen op het gebied van rendabiliteit, gebruiksgemak en veiligheid. De technologische doorontwikkeling van de verschillende componenten maakten hefsteigers makkelijker te gebruiken en voor meer verschillende doeleinden inzetbaar. Anno 2010 werkten in de VS dagelijks gemiddeld 16.800 personen op circa 5.600 hefsteigers. Daar bovenop werden jaarlijks 3.300.000 werkuren besteed aan het op- en afbouwen van de hefsteigers.

## Typen en gebruik
Hefsteigers zijn er in uiteenlopende soorten en maten, onder meer onder te verdelen op basis van het aantal masten waarlangs het werkplatform omhoog en omlaag beweegt, de mobiliteit van de gehele structuur, het type aandrijving en de maximale inzetbare hoogte. Zo zijn er hefsteigers met een enkele mast of dubbele masten, met een vaste voet of een mobiel chassis, met een diesel- of elektroaandrijving en met een inzetbare hoogte van enkele meters tot meer dan honderden meters. Tevens zijn er modulaire uitvoeringen beschikbaar. Ook wat betreft de verankering van de hefsteiger zijn er verschillen, zowel in de gebruikte verankeringsmaterialen als in het ontwerp, zoals de afstand tussen de ankerpunten.
Het type aandrijving is bovendien nog verder onder te verdelen in hefsteigers met een ratel- of een tandheugel-en-rondselsysteem. Welk type hefsteiger wordt ingezet, is mede afhankelijk van de hoogte waarop wordt gewerkt, van de bouwwerkzaamheden die worden uitgevoerd en van de specifieke omstandigheden ter plaatse. Het vaakst worden hefsteigers ingezet tot een hoogte van circa twintig meter. Hefsteigers met een tandheugel-en-rondselsysteem worden meestal ingezet op een hoogte van tien meter of meer, tot een hoogte van wel driehonderd meter, voor onder andere beglazing, kozijnen, gevelbekleding, metselwerken en bekistingen.

## Voordelen en nadelen
Deelnemers van een VSB-Forumdiscussie in 2018, georganiseerd door de Vereniging van Steiger-, Hoogwerk- en Betonkistingbedrijven (VSB), noemen het veilig en met veel bewegingsvrijheid werken op hoogte als voornaamste voordelen. Ook zijn hefsteigers volgens hen snel, eenvoudig, met een bescheiden ruimtegebruik en door de vaak modulaire opbouw flexibel op te stellen. Daardoor is ten opzichte van traditionele steigers grote tijdwinst te boeken. Daarnaast leidt de grote aanpasbaarheid van de werkhoogte tot een ergonomische werkhouding en verhoogde efficiëntie. Gebruikers houden bovendien beter zicht op de gevel waaraan zij werken en hoewel de verankeringen meer plaats in beslag nemen, zijn er in aantal minder nodig. Overige praktische voordelen die werden benoemd door de panelleden, allen bestuurder en/of eigenaar van bedrijven in de branche, waren onder meer de verbeterde stroomtoevoer, de mogelijkheid om materiaal direct mee naar boven te nemen en de ingebouwde beveiliging die te zware belading voorkomt.
MASONRY Magazine, een maandelijkse uitgave van de Mason Contractors Association of America (MCAA), noemt de geboden stabiliteit door de stevige masten, de eenvoudige bediening door middel van drukknoppen en de modulaire opbouw met onderdelen die stapelbaar zijn voor transport als voordelen van hefsteigers, evenals de zwaardere draagcapaciteit, de snellere bewegings- en vervoerssnelheid en het verminderd valgevaar ten opzichte van traditionele steigers.
Nadelen van de hefsteiger zijn onder meer de relatief hogere initiële kosten die aan het gebruik zijn verbonden en de daarmee gepaard gaande noodzaak tot een strakke planning. Daarentegen kan de verhoogde efficiëntie de aanvankelijk hoge investeringskosten compenseren. En hoewel de hefsteiger veiliger werken op hoogte mogelijk maakt, vraagt het veilig voorbereiden, opbouwen, gebruiken en afbouwen van een hefsteiger extra aandacht. Een groot aantal partijen biedt trainingen aan om gebruikers veilig met een hefsteiger te leren werken. Verder is (het gebruik van) een hefsteiger aan diverse keuringen onderhevig, onder meer een machinekeuring op jaarbasis of na een ingrijpende reparatie, een opstellingskeuring na montage op de werklocatie, een periodieke inspectie bij langdurig gebruik op dezelfde locatie, na uitbreiding en na storm en een dagelijkse inspectie voor elk gebruik.

## Regelgeving
Met het gebruik van hefsteigers zijn Nederlandse en Europese wetgeving gemoeid. Zo heeft de werkgever van gebruikers van een hefsteiger zich te houden aan het Arbobesluit, vallen hefsteigers onder het Warenwetbesluit machines en is er een geharmoniseerde Europese norm NEN-EN 1495:1997+A2:2009 Hefplateaus - Hefsteigers. Er zijn normen en regels voor arbeidsveiligheid, machineveiligheid, documentatie, opschriften op de machine, keuringen/inspecties, opstelling, platform, elektra en de praktische invulling.